# Unternehmen Aster

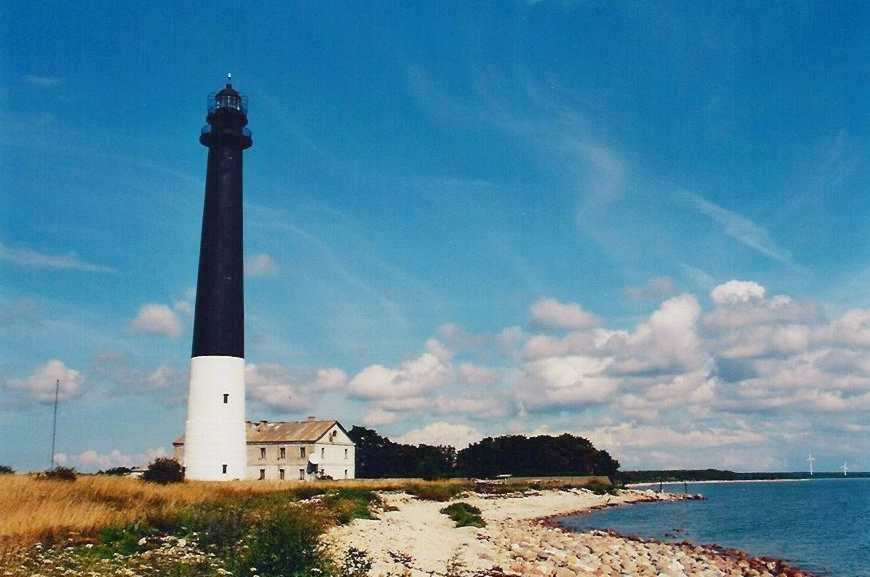
Leuchtturm neben den Bunkerresten der deutschen Marinebatterie am Kap Zerel an der Südspitze der Halbinsel Sworbe

Mit dem Decknamen Unternehmen Aster wird der Rückzug der deutschen Heeresgruppe Nord aus Estland vom 17. bis zum 22. September 1944 unter dem Kommando der deutschen Kriegsmarine während des Zweiten Weltkrieges bezeichnet. Ziel des Unternehmens war es, die durch die sowjetische Operation Bagration und die beginnende Baltische Operation eingekreisten deutschen Truppenverbände der Heeresgruppe Nord durch einen Rückzug vor ihrer Zerschlagung zu bewahren und gleichzeitig eine Stabilisierung und Verkürzung der Front zu erreichen.

## Vorgeschichte
Nach dem Zusammenbruch der Heeresgruppe Mitte infolge der sowjetischen Operation Bagration drohten große Teile der Heeresgruppe Nord eingeschlossen zu werden, insbesondere nachdem sowjetische Verbände die Panther-Wotan-Linie im Raum westlich von Pleskau durchstoßen hatten und erst wieder in der Schlacht am Embach (estn.: Emajõgi) bei Dorpat zum Stehen gekommen waren. Die Evakuierung erfolgte größtenteils durch Kräfte der Marine, da sowjetische Truppen westlich von Riga bereits zeitweise zum Meer durchgestoßen waren und die Heeresgruppe Nord somit weitgehend abgeschnitten hatten. Erst nach der Freikämpfung eines wenige Kilometer breiten Korridors westlich von Riga (Korridor von Kemmern), war eine Landverbindung wiederhergestellt worden (Unternehmen Doppelkopf). Um der Einschließung zu entgehen, wurde die Räumung Estlands bis auf die vorgelagerten Inseln Dagö und Ösel beschlossen. Diese Inseln sollten weiter gehalten werden, um die Abriegelung sowjetischer Marineverbände im östlichen Teil des finnischen Meerbusens aufrechtzuerhalten und sowjetische Vorstöße in die mittlere und westliche Ostsee zu verhindern. Des Weiteren sollte die Kontrolle über die Irbenstraße aufrechterhalten werden. Diese wurde durch Marinebatterien auf der Halbinsel Sworbe am Südende Ösels sowie auf der Nordspitze Kurlands gewährleistet.

## Verlauf
Die Operation begann am 17. September 1944 unter dem Kommando der deutschen Marinestreitkräfte unter Vizeadmiral Theodor Burchardi. Ziel war es, die Armeegruppe Narwa sowie estnische Zivilisten zu evakuieren. Innerhalb von sechs Tagen wurden 50.000 deutsche und estnische Soldaten, 20.000 estnische Zivilisten sowie 1000 Kriegsgefangene über die Häfen von Reval, Hapsal und Pernau größtenteils nach Lettland evakuiert. Ein kleiner Teil der deutschen Truppen zog sich auch auf die vorgelagerten Inseln Moon, Dagö und Ösel zurück. Gedeckt wurde der schnelle Rückzug durch Einheiten des III. SS-Panzerkorps, welche am 20. September 1944 Pernau erreichten, sowie im Süden durch das II. Armeekorps, welches sich in allgemeiner Richtung auf den Hafen Pernau und in Richtung Riga zurückzog. Die Operation endete am 22. September 1944 mit der Evakuierung der Insel Worms durch Marineeinheiten vom Strand weg.

## Konsequenzen
Estnische Truppenteile, die im geräumten Gebiet zurückblieben, zogen sich als Partisanen vor der Roten Armee in die Wälder zurück (Waldbrüder-Bewegung) und leisteten teilweise noch bis Anfang der fünfziger Jahre bewaffneten Widerstand gegen die sowjetische Besatzungsmacht in Estland. In die geräumten Gebiete rückte die Sowjetarmee schnell nach. Dieses wurde die Basis für die Eroberung der in deutscher Hand verbliebenen estnischen Inseln Ösel und Dagö. Bereits am 29. September begann der Angriff der Roten Armee auf die Insel Moon, deren Verteidigung schnell überrannt wurde. Die deutschen Truppen mussten nach Ösel zurückweichen, so dass Moon bereits am 30. September 1944 in sowjetischer Hand war. Am 1. Oktober wurde zur Verstärkung der 23. Infanterie-Division zusätzlich die 218. auf die Insel Ösel verlegt. Am 2. Oktober griffen die Sowjets Dagö an. Auch hier war die Insel innerhalb eines Tages besetzt. Am 3. Oktober wurde sie von den letzten deutschen Soldaten geräumt. Nur zwei Tage später, am 5. Oktober, begann die Landung sowjetischer Truppen auf Ösel. Auch in diesem Fall war die Insel von den schwachen deutschen Kräften nicht lange zu verteidigen, so dass sich am 8. Oktober die Einheiten auf die Halbinsel Sworbe zurückzogen. Hier fanden nun die schweren Kämpfe ihren Anfang, die sich bis zum 24. November 1944 hinziehen sollten. In diese schweren Kämpfe griffen auch die deutschen Schweren Kreuzer Lützow, Admiral Scheer und Prinz Eugen von See her ein. Während dieser Zeit kam es zu Vorbereitungen, die Insel zu räumen. Aber das Führerhauptquartier stimmte dem nicht zu. Nach einem Besuch des Oberbefehlshabers der Kurlandarmee, des späteren Generalfeldmarschalls Ferdinand Schörner, wurden Teile der 12. Luftwaffen-Felddivision am 23. Oktober 1944 nach Sworbe verlegt. Diese kampfstarken Einheiten wurden bis zum 12. November jedoch wieder auf das Festland zurückgenommen. Erst als die Truppen bis auf einen kleinen Raum der Halbinsel zusammengedrückt waren, stimmte die Heeresgruppe der Räumung der Halbinsel in der Nacht vom 23./24. November 1944 zu. Schörner widersetzte sich damit einer Weisung Hitlers, der befohlen hatte, die Inseln bis zum letzten Mann zu verteidigen. Gegen den Morgen des 24. November 1944 war die Besatzung von Sworbe nach Windau in Lettland evakuiert. Mit der Räumung der Halbinsel Sworbe sowie der Insel Runö in der Rigaer Bucht endete die deutsche Besetzung Estlands.

## Gedenken
In Estland gilt der 17. September 1944 als Beginn der großen Flucht; insbesondere zum 75. Jahrestag 2019 gibt es verschiedene Gedenkveranstaltungen.